# Cour Canonge
La cour Canonge est une ancienne voie des entrepôts de Bercy, dans le  12e arrondissement de Paris, en France.

## Origine du nom
Le nom de cette rue fait référence au nom d'un propriétaire d'un entrepôt à Bercy.

## Situation
Cette voie des entrepôts de Bercy débutait rue de Romanée et se terminait rue de Cognac.

## Historique
Cette rue a été ouverte en 1878.
Elle disparait vers 1993 lors de la démolition des entrepôts de Bercy dans le cadre de l'aménagement de la ZAC de Bercy.
Son emplacement est désormais occupé par l'AccorHotels Arena.